# Сибиу (жудец)
Жуде́ц Сиби́у (рум. Judeţul Sibiu) — румынский жудец в регионе Трансильвания.

## География
Площадь жудеца составляет 5432 км².
Граничит с жудецами Брашов — на востоке, Алба — на западе, Муреш — на севере, Вылча — на юге и Арджеш — на юго-востоке.

## Население
В 2007 году население жудеца составляло 423 156 человек (в том числе мужское население — 205 601 и женское — 217 555 человек), плотность населения — 77,9 чел./км².
| Год  | Население |
| ---- | --------- |
| 1930 | 306 984   |
| 1948 | 335 116   |
| 1956 | 372 687   |
| 1966 | 414 756   |
| 1977 | 481 645   |
| 1992 | 452 873   |
| 2002 | 421 724   |
| 2011 | 375 992   |

## Административное деление
В жудеце находятся 2 муниципия, 9 городов и 53 коммуны.

### Муниципии
- Сибиу (Sibiu)
- Медиаш (Mediaş)

### Города
- Агнита (Agnita)
- Авриг (Avrig)
- Чиснэдие (Cisnădie)
- Копша-Микэ (Copşa Mică)
- Думбрэвени (Dumbrăveni)
- Мьеркуря-Сибиулуй (Miercurea Sibiului)
- Окна-Сибиулуй (Ocna Sibiului)
- Сэлиште (Sălişte)
- Тэлмачу (Tălmaciu)